# Hačky
Obec Hačky se nachází v okrese Prostějov v Olomouckém kraji. Žije zde 120 obyvatel.

## Název
Jméno vesnice vychází z obecného haťky - "malé hatě". Z důvodu mylného ztotožnění s "háček" se jméno vsi psalo též Háčky.

## Historie
První písemná zmínka o obci pochází z roku 1318.
V letech 1961–1990 byla vesnice součástí obce Bohuslavice a od 24. listopadu 1990 se stala samostatnou obcí.

## Významní rodáci
- Antonín Žváček (1907–1981), hudební skladatel
- Ladislav Vychodil (1920–2005), scénograf, výtvarník

## Obyvatelstvo

### Struktura
Vývoj počtu obyvatel za celou obec i za jeho jednotlivé části uvádí tabulka níže, ve které se zobrazuje i příslušnost jednotlivých částí k obci či následné odtržení.
| Místní části   | Místní části | 1869 | 1880 | 1890 | 1900 | 1910 | 1921 | 1930 | 1950 | 1961 | 1970 | 1980 | 1991 | 2001 | 2011 |
| -------------- | ------------ | ---- | ---- | ---- | ---- | ---- | ---- | ---- | ---- | ---- | ---- | ---- | ---- | ---- | ---- |
| Počet obyvatel | část Hačky   | 253  | 250  | 272  | 249  | 236  | 259  | 264  | 194  | 215  | 180  | 152  | 115  | 99   | 104  |
| Počet domů     | část Hačky   | 25   | 37   | 39   | 41   | 46   | 50   | 55   | 58   | 53   | 52   | 46   | 43   | 45   | 52   |

## Galerie

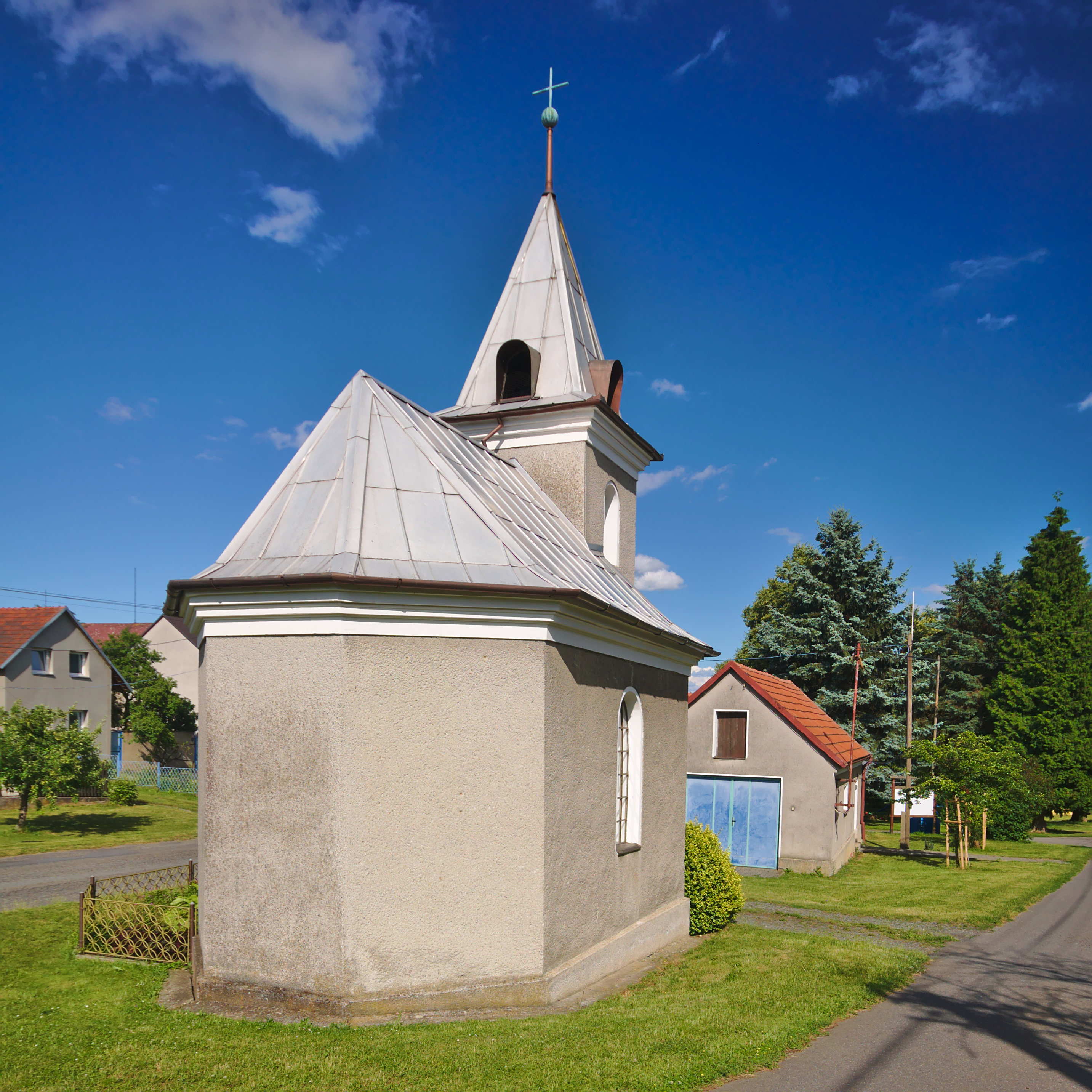
Kaple Panny Marie na návsi
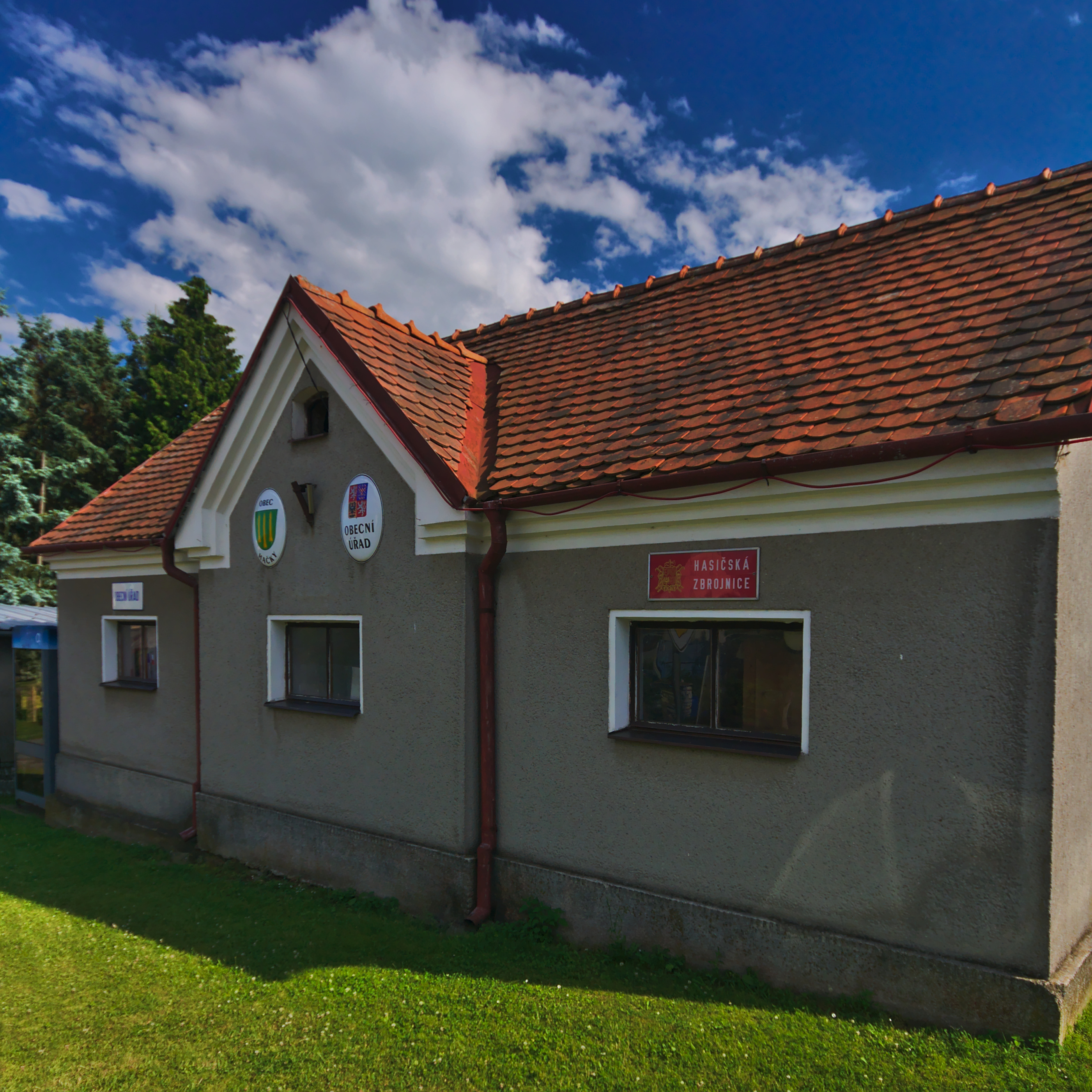
Obecní úřad
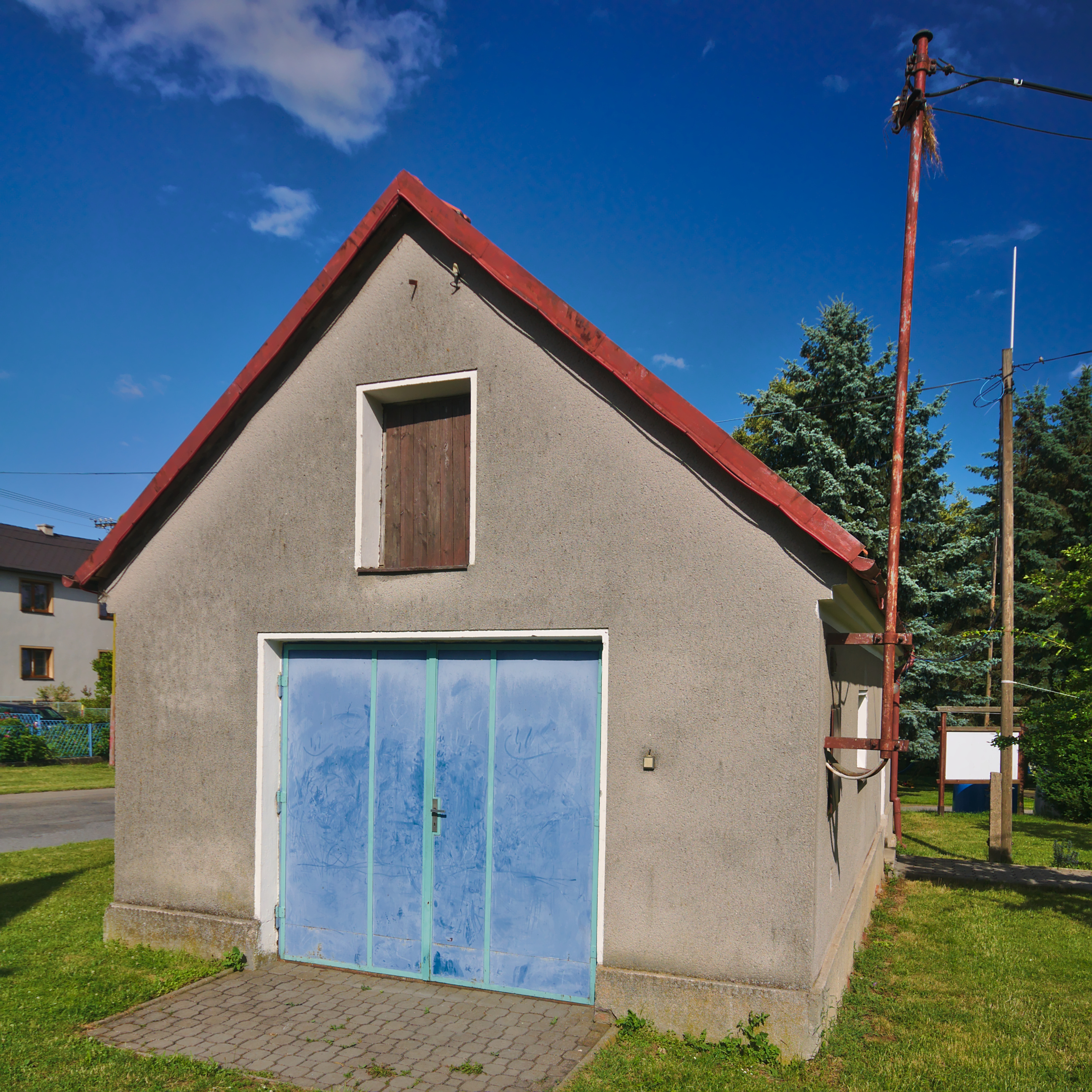
Hasičská zbrojnice
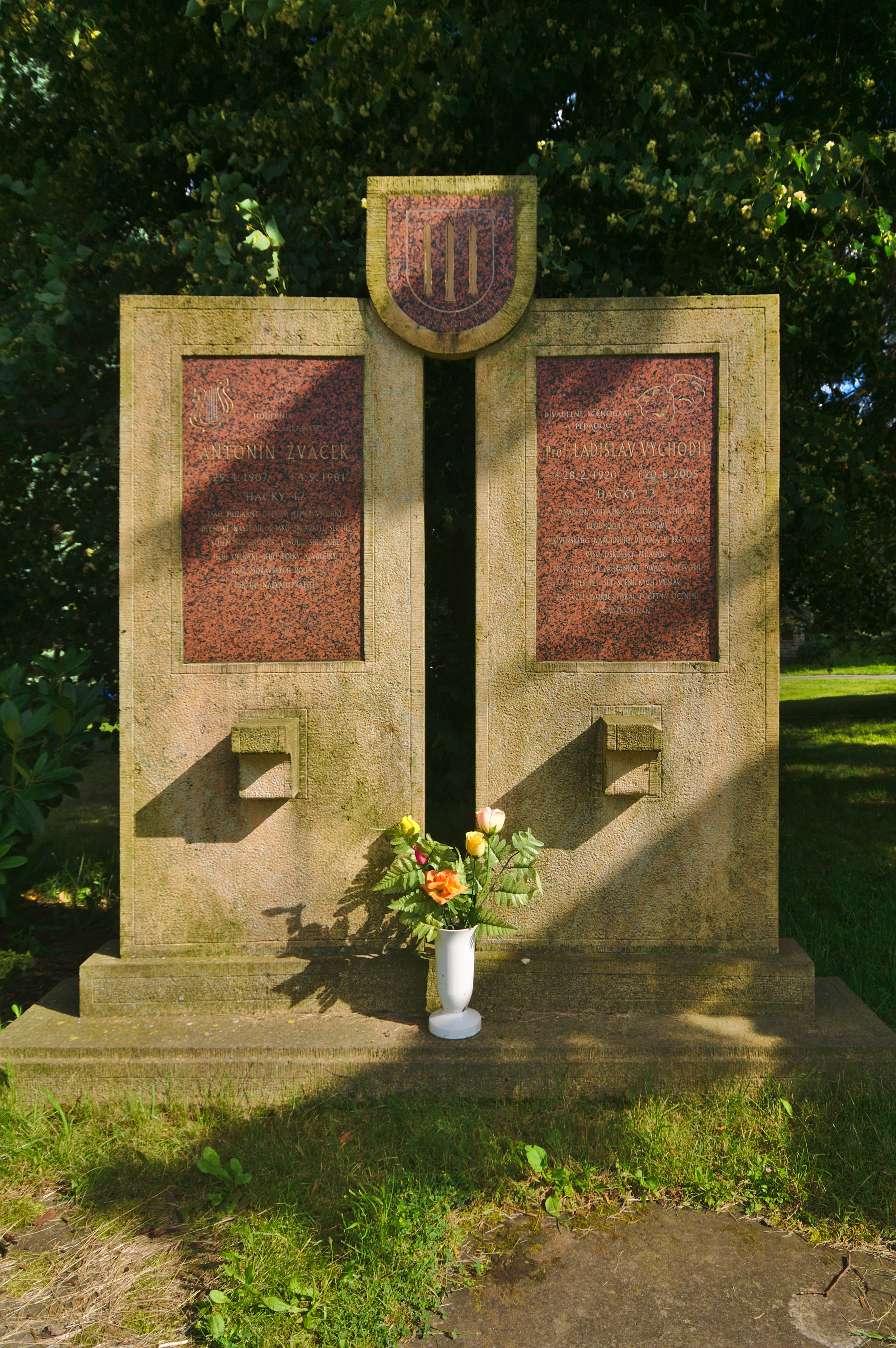
Pomník rodákům – Antonínu Žváčkovi a Ladislavu Vychodilovi
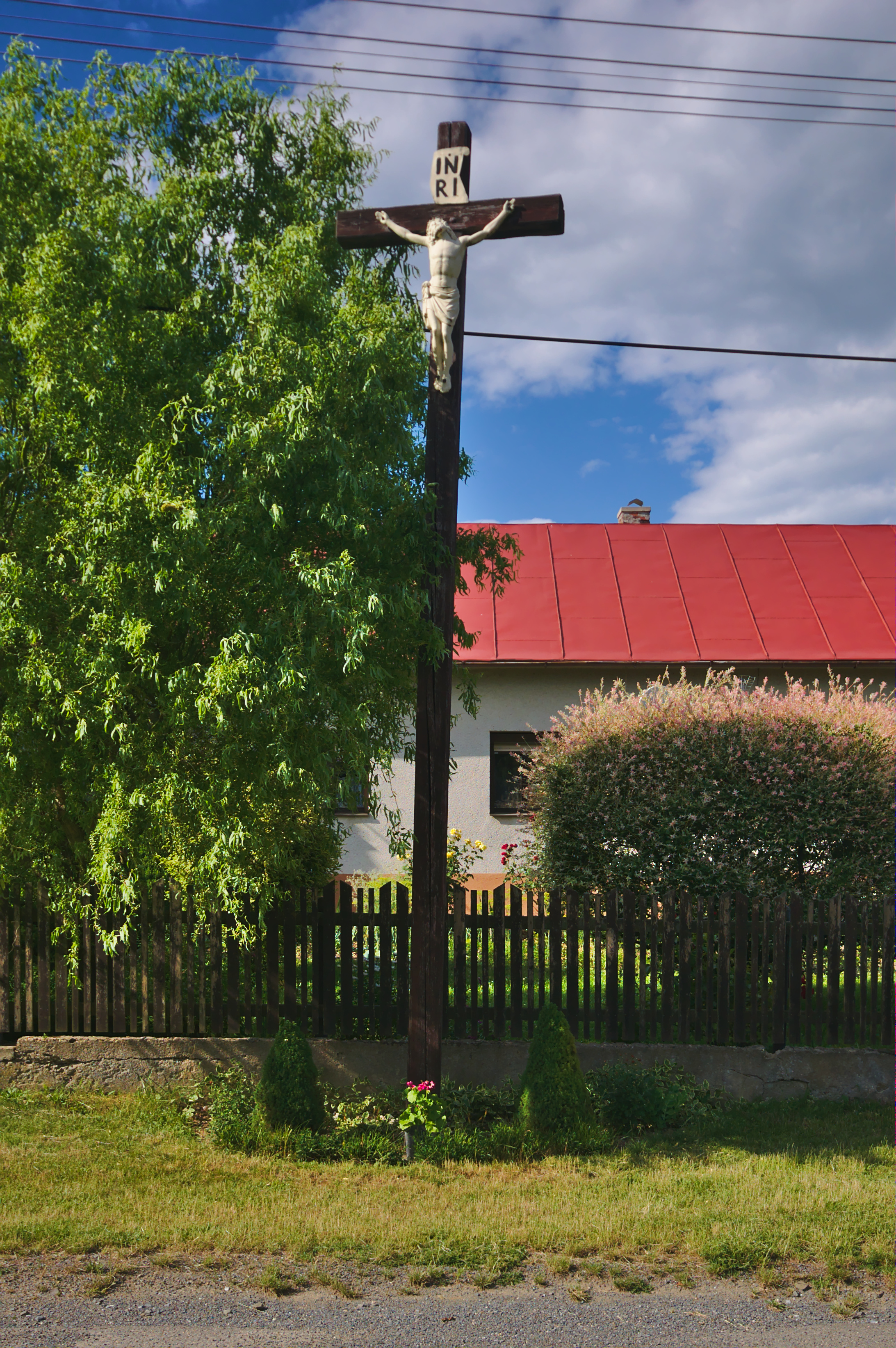
Kříž na návsi
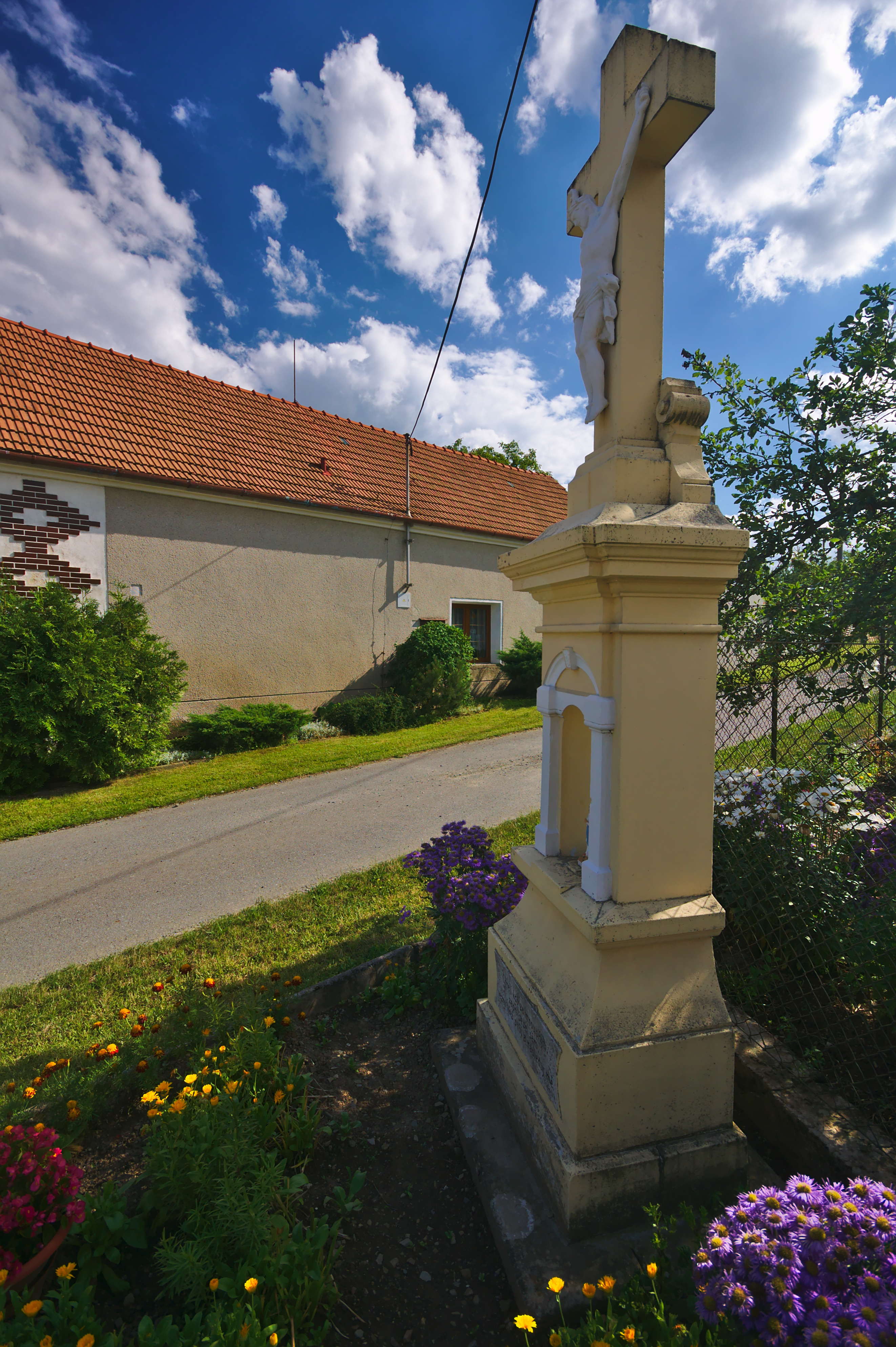
Kříž v západní části obce
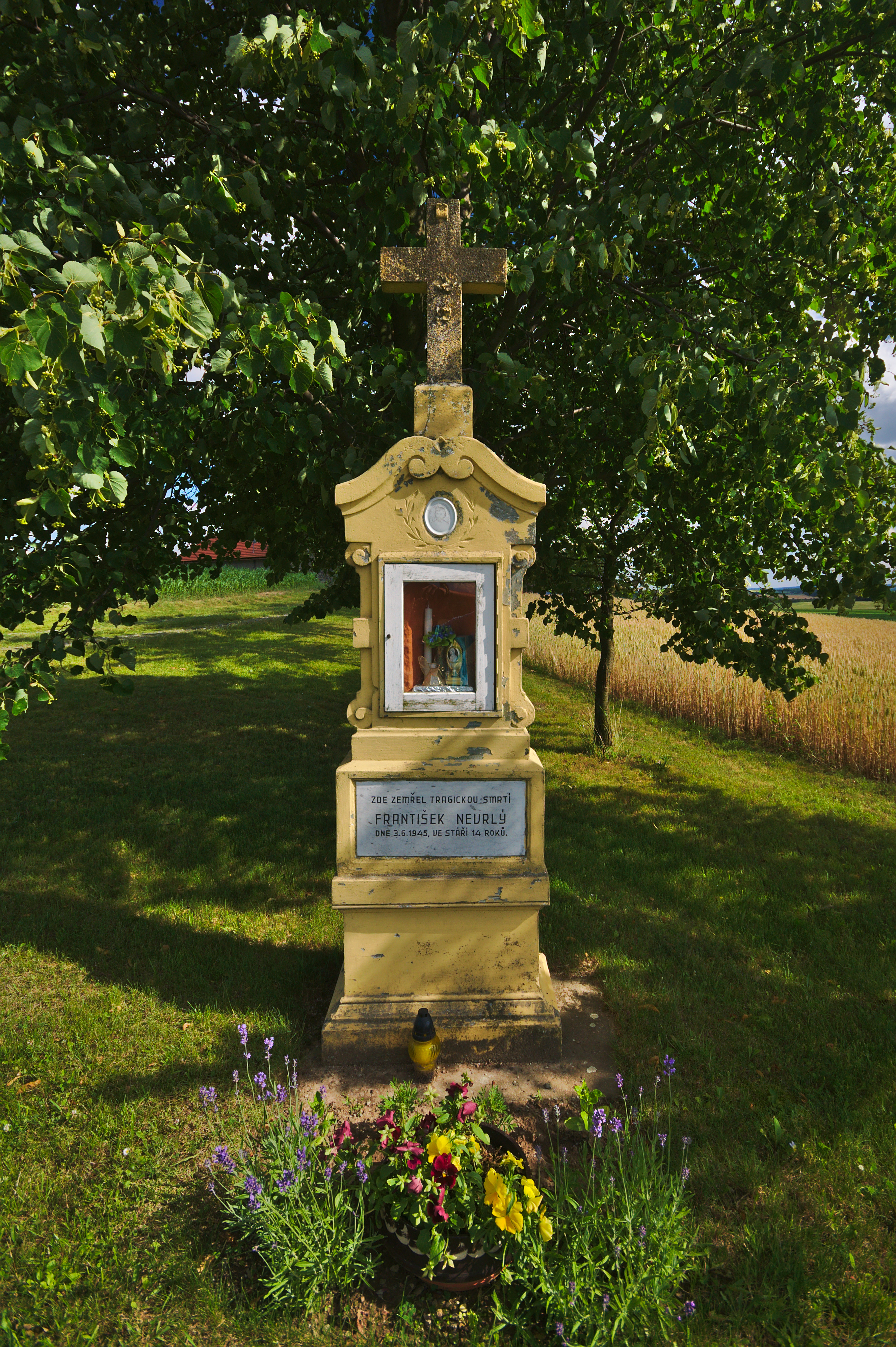
Kříž u cesty k mlýnu